# Sankarea
Sankarea (さんかれあ?) è una serie manga realizzata da Mitsuru Hattori che racconta di una ragazza deceduta e trasformata in zombie. È pubblicato in Giappone dalla Kōdansha ed è serializzato sulla rivista Bessatsu Shōnen Magazine da dicembre 2009. Un adattamento televisivo anime dello Studio Deen è trasmesso in Giappone dal 5 aprile al 28 giugno 2012. Il manga, in Italia, è stato licenziato dalla GP Manga ed il primo volume è uscito a luglio 2014 mentre l'ultimo nel febbraio 2016.

## Trama
Il protagonista, Chihiro Furuya, è uno studente con una fortissima passione per gli zombie, al punto che non soltanto colleziona videogiochi, film e fumetti relativi all'argomento, ma sognerebbe di poter fidanzarsi con una ragazza zombie. In seguito alla morte del suo gattino, Babu, Chihiro tenta di risuscitarlo con un taccuino antico che gli è stato regalato da dei suoi amici del Giappone del nord, che descrive come creare una pozione per far resuscitare i morti. Per questo, comincia ad andare in un luogo segreto tutti i giorni, cercando di seguire le parole del taccuino.
Mentre tenta di portare a compimento la resurrezione del gatto, il giovane vede una ragazza della scuola accanto di nome Rea Sanka, che è scappata di casa, e la spia di nascosto. Un giorno, però, la ragazza lo vede, e da allora, comincia ad aiutarlo a resuscitare Babu. Mentre Chihiro non guarda, Rea ruba una piccola parte della pozione. Suo padre però, non accetta che Rea sia scappata di casa, e che soprattutto sia stata in compagnia di un ragazzo;le vieta così di uscire di casa. Nel tentativo di suicidarsi, la ragazza beve la pozione della resurrezione creata da Chihiro, che è estratta dal veleno dell'ortensia, ma non riesce ad uccidersi.
Scoprendo che suo padre vuole castrare Chihiro, Rea fugge di nuovo. Il padre la scopre e inizia una discussione, dove arriva anche Babu. Il padre di Rea, allergico ai gatti, prende un frustino e cerca di allontanarlo. Ma nel farlo, colpisce Rea, che precipita incidentalmente dal burrone (scontrandosi nella caduta con un ceppo appuntito), morendo; tuttavia come risultato di aver bevuto la pozione, la ragazza ritorna in vita come zombie. Benché sia diventata una non morta, la ragazza non ha bisogno di mangiare carne umana, e si alimenta, come anche Babu, di foglie di ortensia.

## Personaggi

Chihiro e Rea nell'anime

Chihiro Furuya (降谷 千紘?, Furuya Chihiro)
Doppiato da Ryōhei Kimura
Chihiro è il protagonista della storia, che ha una passione/feticismo per gli zombie. Utilizza un vecchio manoscritto per creare una pozione per la resurrezione allo scopo di riportare in vita il suo gattino morto. Per farlo si reca in un edificio abbandonato, dove a volte vede anche Rea, che invece vi si reca per sfogare i propri problemi urlandoli in un pozzo. Chihiro promette a Rea di prendersi la responsabilità di lei se dovesse diventare uno zombie. Dopo che Rea si trasferisce a casa sua, il ragazzo studia un sistema per preservare il corpo di Rea in un ambiente climatizzato all'interno della propria stanza. Il suo sogno è quello di dare il suo primo bacio ad una ragazza zombie, cosa che accadrà effettivamente quando Rea lo bacerà. In seguito Rea lecca una ferita, causata tra l'altro da lei per salvarlo da un pirata della strada, facendo diventare così Chihiro per metà uno zombie, cosa che verrà rivelata quando verrà colpito dalla spada di Dan'ichirō. Trova molto divertente vedere Rea vestita da coniglietta o infermiera. Nonostante lui affermi di non essere interessato alle ragazze vive, si innamora di Rea quando è ancora in vita. Il suo nome è un omaggio al regista italiano Lucio Fulci.
Rea Sanka (散華 礼弥?, Sanka Rea)
Doppiata da Maaya Uchida

Copertina del primo volume dell'edizione italiana (edizione Planet Manga), raffigurante Chihiro e Rea

Rea è l'eroina della storia (dalla quale la serie prende il nome) che ruba e beve un po' della pozione fatta da Chihiro nel tentativo di suicidarsi, per sfuggire alla vita che il padre la costringe a vivere. Non riesce nel tentativo, infatti cade incidentalmente da un dirupo e muore, ma resuscita come zombie con un'enorme cicatrice sulla pancia. Come zombie, vive insieme a Chihiro per provare come ci si sente ad essere libera dall'oppressione paterna. È innamorata di Chihiro, ed ha l'impressione di essersi messa in mezzo nella relazione fra Chihiro e Ranko. Sembra essere in grado di capire il gattino Babu. Il nome Rea Sanka, o Sanka Rea, deriva da "Sangheria" nome giapponese del film Zombi 2, del regista italiano Lucio Fulci.
Ranko Saōji (左王子 蘭子?, Saōji Ranko)
Doppiata da Sayuri Yahagi
Ranko è la cugina di Chihiro, che spesso chiama Wanko, nonostante lei invece pretenda di essere chiamata dal cugino con il suffisso san. Le piace prendere in giro le persone, ed in particolar modo Chihiro e Rea. È innamorata di Chihiro e perciò ha sviluppato un forte senso di rivalità nei confronti di Rea.
Mero Furuya (降谷 萌路?, Furuya Mero)
Doppiata da Yuka Iguchi
Mero è la sorella minore di Chihiro, ed ha dodici anni. A differenza di Chihiro ha la passione dei fantasmi. Non ricorda molto di sua madre, ad eccezione del fatto che le sue mani fossero fredde e fasciate. Anche per questo motivo, Mero vedrà in Rea la figura materna che le è mancata, arrivando spesso a chiamarla involontariamente "mamma". Come viene spiegato nel nono episodio, il suo nome è un omaggio al regista George A. Romero.
Bābu (ばーぶ?)
Doppiato da Misato Fukuen
Bābu è il gattino di Chihiro morto in un incidente stradale tre giorni prima l'inizio della serie. Si chiama così per via del miagolio piuttosto nasale che emette. Viene riportato in vita da Chihiro in forma di zombie. Rea, in quanto zombie, sembra essere in grado di comunicare con lui. Come Rea, il suo corpo non è trattenuto dal suo cervello, tanto da essere in grado di uccidere una volpe molto più grande di lui. Tuttavia, a differenza di Rea, non può resistere ai suoi istinti di zombie. Questo lo porta a entrare in stato 'confusionale' la notte in cui lui va a caccia di altri animali da preda. Anche se non ha ancora attaccato un essere umano, come passa il tempo (a meno che Chihiro non trovi una soluzione al problema suo e di Rea) probabilmente alla fine degenererà al punto da cedere ai suoi istinti non solo durante il giorno, fino a diventare uno zombie senza cervello che va a caccia dei vivi, proprio come quelli nei film.
Jogorō Furuya (降谷 茹五郎?, Furuya Jogorō)
Doppiato da Shirō Saitō
Jogorō è il nonno di Chihiro e Mero, ed è colui che ha inventato la ricetta della pozione della resurrezione. Sembra avere grande esperienza sugli zombie, benché non ne faccia mai parola anche a causa dell'arteriosclerosi, che gli fa spesso fare confusione fra le cose (come confondere il cavolo cinese con quello normale o il kamaboko con il tofu). Si scopre che anni addietro era un professore molto rispettato negli Stati Uniti (conosciuto come Professor Boyle) dove compiva ricerche sugli zombie, ed eseguì un gran numero di esperimenti su di loro, ma ad un certo punto abbandonò le ricerche per motivi sconosciuti. Dopo aver scoperto Rea sotto la doccia, la confonde per qualcuno di nome Sada. Occasionalmente afferma di come Sada sia resuscitata, ma non si sa mai di chi parla, visto che sua moglie si chiamava Kiyo. La gente liquida quello che dice come farneticazioni causate dalla senilità. Più tardi viene rivelato che la sua demenza e i problemi di vista sono effetti collaterali di esposizioni a quantità letali di veleno (per lo più probabili morsi di zombie selvaggi presi durante le sue ricerche). Forse proprio per tal motivo (come si vede nel secondo episodio) riesce a masticare le foglie di ortensia con naturalezza e senza sentirsi minimamente male. Tuttavia qualche volta avrà un breve periodo di sanità mentale che gli permette di raccontare a Chihiro alcune cose sugli zombie poiché la Pozione della Resurrezione è incompleta per mantenere Rea allo stesso tempo cosciente e in buona forma. Dato che le misure possono solo rallentare, non fermare, la decomposizione fino a lasciarne uno scheletro, consiglia a Chihiro di trovare una soluzione migliore.
Dōn Furuya (降谷 呶恩?, Furuya Dōn)
Doppiato da Seirō Ogino
Dōn è il padre di Chihiro e di Mero, ed il figlio di Jogorō. Inoltre svolge il lavoro di Monaco nel tempio di famiglia. Ogni volta che qualcuno comincia a parlare di sua moglie tende sempre a sorvolare il discorso. Da ciò si può capire di come la sua morte l'abbia scosso, tanto, nonostante i suoi figli la ricordino molto poco, da non volere mai dire niente a loro più di tanto su di lei.
Yuzuna Furuya (降谷柚?, Furuya Yuzuna)
Doppiata da: Yurika Hino
La defunta madre di Chihiro e Mero, che morì in un incidente stradale quando loro erano piccoli (nel prologo viene suggerito che sia successo su un ponte, ormai chiuso da anni forse perché ritenuto poco sicuro, sulla strada che va verso Tohoku). Viene fatto capire che dopo è stata resuscitata come zombie per un breve periodo, probabilmente dal nonno Jogorō. Si può presumere ciò dal flashback di Mero, dove sua madre ha le mani fasciate (forse sempre a causa dell'incidente) e il fatto che non potesse più percepire la sua temperatura dalla fronte con la mano. Siccome Rea in questo modo agisce in modo simile a Yuzuna Mero comincia a vederla come la mamma che non ha mai avuto. Ad un certo punto li saluta per sempre (perché iniziò a farsi sopraffare dall'istinto degli zombie per la carne umana) e muore definitivamente. Come per alcuni personaggi precedenti il suo nome è un omaggio ad un regista di film horror, in questo caso Brian Yuzna.
Dan'ichirō Sanka (散華 団一郎?, Sanka Dan'ichirō)
Doppiato da Unshō Ishizuka
Dan'ichirō è l'iperprotettivo padre di Rea che prova un amore incestuoso nei confronti di quest'ultima. Ha l'abitudine di fare fotografie nude alla figlia usando come scusa il fatto di avere una testimonianza della sua crescita. Dopo essere stato convinto da Chihiro sul desiderio di Rea di vivere una vita normale, accetta che Chihiro diventi il custode di sua figlia, benché lo avverta che non ci debba essere alcun rapporto sessuale pre-matrimoniale. Poco dopo si dirige verso gli Stati Uniti per cercare il modo di impedire a Rea di decomporsi. La sua ossessione per Rea sembra essere una forma contorta di amore che aveva nei confronti della sua prima moglie, una ragazza di famiglia umile e dalla salute cagionevole alla quale Rea somiglia molto, che morì dandola alla luce. Sembra che abbia integrato le ortensie nello stemma di famiglia proprio perché erano i fiori preferiti della moglie.
Aria Sanka (散華 亜里亜?, Sanka Aria)
Doppiata da Mayumi Asano
Aria è la matrigna di Rea. Originariamente era la principale cameriera di Dan'ichirō Sanka, che quest'ultimo sposò alla morte della prima moglie, per poter dare a Rea una figura materna. Tuttavia Aria non sentendosi amata, è spesso ubriaca e prova forti sentimenti di gelosia nei confronti di Rea e dell'amore che il padre prova per lei.

## Media

### Manga
Il manga scritto da Mitsuru Hattori è stato serializzato sulla rivista mensile Bessatsu Shōnen Magazine edita da Kōdansha nel numero di gennaio 2010, uscito il 9 dicembre 2009 per poi concludersi in quello dell'ottobre 2014, pubblicato il 9 settembre dello stesso anno. I vari capitoli sono stati poi raccolti in undici volumi tankōbon, usciti tra il 16 luglio 2010 ed il 7 novembre 2014.
In Italia il manga è stato pubblicato da Edizioni BD sotto l'etichetta GP Manga dal 31 luglio 2014 al 6 febbraio 2016.
Dall'8 febbraio 2018 al 24 ottobre 2019, l'editore Panini Comics sotto l'etichetta Planet Manga nella collana Glam, ha distribuito una nuova edizione con il titolo Sankarea - Un amore di zombie.

#### Volumi
| Nº | Data di prima pubblicazione | Data di prima pubblicazione                                                 | Data di prima pubblicazione | Data di prima pubblicazione |
| Nº | Giapponese                  | Giapponese                                                                  | Italiano                    | Italiano                    |
| -- | --------------------------- | --------------------------------------------------------------------------- | --------------------------- | --------------------------- |
| 1  | 16 luglio 2010              | ISBN 978-4-06-384341-5                                                      | 31 luglio 2014              | ISBN 978-88-6634-936-5      |
| 2  | 9 dicembre 2010             | ISBN 978-4-06-384412-2                                                      | 30 settembre 2014           | ISBN 978-88-6634-961-7      |
| 3  | 9 marzo 2011                | ISBN 978-4-06-384453-5                                                      | 27 dicembre 2014            | ISBN 978-88-6883-007-6      |
| 4  | 9 agosto 2011               | ISBN 978-4-06-384529-7                                                      | 31 gennaio 2015             | ISBN 978-88-6883-098-4      |
| 5  | 9 febbraio 2012             | ISBN 978-4-06-384623-2 (ed. regolare) ISBN 978-4-06-358382-3 (ed. limitata) | 28 febbraio 2015            | ISBN 978-88-6883-122-6      |
| 6  | 8 giugno 2012               | ISBN 978-4-06-384682-9 (ed. regolare) ISBN 978-4-06-358389-2 (ed. limitata) | 30 aprile 2015              | ISBN 978-88-6883-242-1      |
| 7  | 9 novembre 2012             | ISBN 978-4-06-384762-8 (ed. regolare) ISBN 978-4-06-358390-8 (ed. limitata) | 4 luglio 2015               | ISBN 978-88-6883-264-3      |
| 8  | 7 giugno 2013               | ISBN 978-4-06-384873-1 (ed. regolare) ISBN 978-4-06-362253-9 (ed. limitata) | 5 settembre 2015            | ISBN 978-88-6883-303-9      |
| 9  | 9 gennaio 2014              | ISBN 978-4-06-394977-3                                                      | 31 ottobre 2015             | ISBN 978-88-6883-360-2      |
| 10 | 9 giugno 2014               | ISBN 978-4-06395-062-5                                                      | 26 dicembre 2015            | ISBN 978-88-6883-518-7      |
| 11 | 7 novembre 2014             | ISBN 978-4-06-395231-5                                                      | 6 febbraio 2016             | ISBN 978-88-6883-543-9      |

### Anime

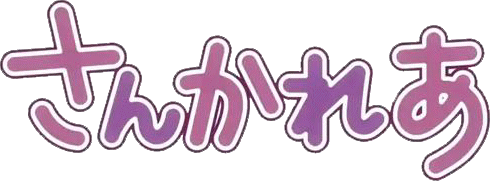
Logo della serie

Una serie televisiva anime basata sul manga è stata annunciata nel numero di ottobre 2011 di Bessatsu Shōnen Magazine, ed è iniziata in Giappone il 5 aprile 2012 e terminata il 28 giugno. La sigla d'apertura è Figment (絵空事?, Esoragoto) di nano.RIPE mentre la sigla di chiusura è Above Your Hand di Annabel. Nel giugno 2012, allegati con il sesto ed il settimo volume del manga, sono stati pubblicati due episodi OAV della serie.

#### Episodi
| Nº  | Titolo italiano (traduzione letterale) Giapponese 「Kanji」 - Rōmaji                           | In onda          | In onda |
| Nº  | Titolo italiano (traduzione letterale) Giapponese 「Kanji」 - Rōmaji                           | Giapponese       |         |
| 1   | Se io... diventassi... uno zombie 「私が…ゾンビに…なったら」 - Watashi ga...Zonbi ni...Nattara | 5 aprile 2012    |         |
| 2   | Io... ce l'ho fatta 「成功…してた」 - Seikō...shiteta                                          | 12 aprile 2012   |         |
| 3   | Sanka... Rea 「さんか…れあ」 - Sanka...Rea                                                     | 19 aprile 2012   |         |
| 4   | Una normale... ragazza... 「普通の…女の子…」 - Futsū no... Onnanoko...                         | 26 aprile 2012   |         |
| 5   | Essere uno zombie... significa... 「ゾンビって…コトは…」 - Zonbitte... Koto wa...              | 3 maggio 2012    |         |
| 6   | Perché... ti ho incontrato 「あなたに…出会えたから」 - Anata ni... Deaeta kara                 | 10 maggio 2012   |         |
| 7   | Amici... di infanzia... 「おさな…なじみ…」 - Osana...Najimi...                                 | 17 maggio 2012   |         |
| 8   | Falsa... libertà... 「偽りの…自由…」 - Itsuwari no... Jiyū...                                  | 24 maggio 2012   |         |
| 9   | La mano... della madre... 「母の…手…」 - Haha no... Te...                                      | 31 maggio 2012   |         |
| 10  | Forte... sentimento... 「強い…思い…」 - Tsuyoi... Omoi...                                      | 7 giugno 2012    |         |
| 11  | Non è... niente... di speciale... 「特別…なんかじゃ…ない…」 - Tokubetsu... Nanka ja... nai...  | 21 giugno 2012   |         |
| 12  | In quel momento... Io... 「あの瞬間…俺は…」 - Ano Shunkan... Ore wa...                         | 28 giugno 2012   |         |
| OAV | Il destino è... davvero... 「運命って…ヤツは…」 - Unmeitte... Yatsu wa...                      | 8 giugno 2012    |         |
| OAV | Corpo di uno zombie... cuore di un... 「身はゾンビに…心は…」 - Mi wa Zonbi ni... Kokoro wa...  | 9 novembre 2012  |         |
| OAV | Anch'io sono... uno zombie... 「吾輩も…ゾンビである…」 - Wagahai mo... Zonbi Dearu...          | 30 novembre 2012 |         |

#### Colonna sonora
Sigla di apertura
- Esoragoto cantata da nano.RIPE

Sigla di chiusura
- Above Your Hand cantata da Annabelg

## Accoglienza
Secondo i rilevamenti della Oricon, il terzo volume del manga ha venduto 24 363 copie, mentre il quarto volume ha venduto 44 120 copie (diventando il diciannovesimo manga più venduto in Giappone ad agosto 2011)
.